# Orthonama nigrofascia
Orthonama nigrofascia är en fjärilsart som beskrevs av Hans Rebel 1910. Orthonama nigrofascia ingår i släktet Orthonama och familjen mätare. Inga underarter finns listade i Catalogue of Life.